# Caso Candela Rodriguez
O Caso Candela Rodriguez refere-se à morte da menina de 11 anos Candela Sol Rodriguez em Buenos Aires, na Argentina. Ela desapareceu em 22 de agosto de 2011 e seu corpo foi encontrado mais de dez dias depois com o rosto desfigurado dentro de sacos de lixo.
O caso causou comoção nacional. A mãe da menina, Carola Labrador, chegou a ser recebida pela presidente do país, Cristina Kirchner, na Casa Rosada. A presidente que se colocou à disposição para colaborar com as investigações. Carola também participou de inúmeras manifestações em busca da localização da filha. Nas redes sociais, o assunto foi um dos mais comentados, assim como nas emissoras de rádio e televisão de todo o país. Um dos atores mais populares da Argentina, Ricardo Darín (do filme "O Segredo dos Seus Olhos"), ao lado de outros artistas, deu uma entrevista à imprensa pedindo justiça. A província de Buenos Aires chegou a oferecer uma recompensa de 100 mil pesos (cerca de US$ 25 mil) para quem fornecer dados concretos sobre seu paradeiro.

## O Caso

### Crime
Candela foi sequestrada em 22 de agosto, na esquina de casa, no bairro de Hurlingham. Ela ia se encontrar com suas amigas e com as quais iria para uma reunião de adolescentes da Igreja Católica que frequentava no bairro. Pouco tempo depois, as amigas da menina tocaram a campainha da casa dizendo que ela não tinha aparecido no lugar marcado.
O corpo de Candela foi encontrado dez dias depois por duas catadoras de lixo à cerca de três quilômetros de distância da casa da família. A criança apresentava claros sinais de violência. Ela foi duramente golpeada e teve o rosto desfigurado. Seu cadáver foi encontrado no interior de um saco plástico, em um terreno baldio no mesmo bairro onde Candela vivia, em Buenos Aires. Carola Labrador, mãe da menina, chegou juntamente com a polícia e reconheceu a filha aos gritos “Mataram a minha filha. Meus Deus, mataram a minha filha.”

“Nunca vi algo semelhante. Nunca vi uma pessoa assassinada. A menina estava no interior de uma bolsa, muito ferida e com o rosto desfigurado”

— Matías di Salva, que trabalha em uma loja próxima ao terreno baldio onde o corpo foi encontrado

### Investigações
A autópsia do corpo de Candela concluiu que a menina foi morta por asfixia, possivelmente dois ou três dias antes de seu corpo ser encontrado.
A polícia investiga, agora, uma gravação na qual uma voz de homem ameaça matar a menina se o pai dela, Alfredo Rodríguez, que está preso, não lhe pagasse uma suposta dívida.
O caso intriga os especialistas. Segundo o jornalista Gustavo Carabajal, do jornal La Nación, existem evidências de que o sequestro seguido de homicídio não foi obra de um assassino solitário. Somente uma organização com uma grande estrutura poderia manter uma menina sequestrada durante tantos dias quando ela era buscada por mais de dois mil policiais. A polícia argentina contou com apoio de helicópteros e cães farejadores e chegaram a vasculhar casa por casa do bairro onde a menina morava e foi encontrada morta.

## Repercussão
O caso causou grande comoção e revolta nacional, tanto que a mãe de Candela, Carola Labrador, chegou a ser recebida pela presidente do país, Cristina Kirchner, na Casa Rosada. A presidente que se colocou à disposição para colaborar com as investigações. Carola também participou de várias manifestações e passeatas em busca do paradeiro da menina. Nas redes sociais, o assunto foi um dos mais comentados, tanto quanto nas emissoras de rádio e televisão de todo o país. Na semana do crime, os principais artistas argentinos participaram de uma maratona de apelos pelo reaparecimento da menina, organizada pela ONG Rede Solidária. Um dos atores mais populares da Argentina, Ricardo Darín (do filme "O Segredo dos Seus Olhos"), ao lado de outros artistas, deu uma entrevista à imprensa pedindo justiça.
A província de Buenos Aires chegou a oferecer uma recompensa de 100 mil pesos (cerca de US$ 25 mil) para quem fornecer dados concretos sobre seu paradeiro.
Moradores de Hurlingham realizaram, na noite de 31 de agosto, uma vigília na porta da casa da família da menina, com velas, pedindo justiça. Já no twitter, centenas pediram "Justiça por Candela".